# (15033) 1998 VY29
(15033) 1998 VY29 è un asteroide troiano di Giove del campo greco. Scoperto nel 1998, presenta un'orbita caratterizzata da un semiasse maggiore pari a 5,183543 UA e da un'eccentricità di 0,203577, inclinata di 12,020261° rispetto all'eclittica. Ha un diametro di 33,292 km e un'albedo di 0,101.